# HMS Impregnable (1786)
Lo HMS Impregnable era un vascello di secondo rango da 98 cannoni in servizio nella Royal Navy tra il 1787 e il 1799.

## Storia

Pieni costruttivi dei vascelli da 98 cannoni classe London.

La costruzione del vascello di secondo rango da 98 cannoni Impregnable fu ordinata al cantiere navale di Deptford il 13 settembre 1780, e la nave venne impostata nell'ottobre 1780, varata il 15 aprile 1786 e completata il 2 maggio successivo al costo finale di 54.531 sterline, 18 scellini e 4 durham compreso dell'allestimento. Lo Impregnable entrò in servizio nell'ottobre 1787 al comando del capitano Thomas Pringle che l'anno successivo al capitano Thomas Byard con lo Impregnable  che divenne nave di bandiera del viceammiraglio Thomas Graves e fu utilizzato come guardiaporto presso il cantiere navale di Plymouth.
Nel maggio 1790 il vascello fu sottoposto a lavori di raddobbo a Plymouth in preparazione per il servizio nella Channel Fleet al costo di 3.923 sterline, 16 scellini,e 11 durham. Ciò avvenne in risposta alla mobilitazione contro la Spagna e lo Impregnable servì come nave di bandiera del contrammiraglio Sir Richard Bickerton dal mese di agosto.
La nave continuò il servizio durante la mobilitazione contro L'impero russo dell'anno successivo, divenendo nave di bandiera del contrammiraglio Phillips Cosby; al termine di ciò venne posta in riserva nel mese di settembre.
Il vascello venne rimesso in servizio nel settembre 1793 al comando del capitano George Blagdon Westcott  per servire come nave ammiraglia del contrammiraglio Benjamin Caldwell, all'inizio delle guerre rivoluzionarie francesi. Sotto il comando di Caldwell e Westcott partecipò alla battaglia del Glorioso Primo di Giugno nel 1794. Nell'ottobre di quell'anno Westcott fu sostituito dal capitano Charles Cotton, sostituito a sua volta dal capitano Andrew Mitchell nel 1795 e il capitano John Thompson subentrò a Mitchell nel luglio dello stesso anno. Sotto il comando di Thompson lo Impregnable venne posto in riserva nell'agosto 1796, per poi essere rimesso in servizio nel giugno 1799, sotto il comando del capitano Jonathan Faulknor.
Lo Impregnable andò perduto il 18 ottobre 1799 al largo di Chichester.
La nave aveva scortato un convoglio di 12 mercantili da Lisbona all'isola di Wight, e quando il convoglio raggiunse St. Catherines Point, Faulknor segnalò alle navi mercantili di dirigersi verso la riva e lo Impregnable iniziò la navigazione verso Portsmouth. Per questa ultima tratta il comando passò all'ufficiale di navigazione Michael Jenkings che era ansioso di entrare a Spithead quella notte. Il vento da sud si rafforzò e la nave cominciò a viaggiare alla velocità di 10 nodi. Erano ormai le 18:00 di venerdì 18 ottobre 1799 e stava calando il buio. Jenkings, consapevole che la Princessa Shoal si trovava più avanti, ordinò ai membri dell'equipaggio di mettersi al timone e di essere pronti a calare l'ancora.
Il capitano Faulknor lo avvertì che stavano andando troppo veloci e suggerì che lo Impregnable trascorresse la notte in mare aperto invece di cercare di raggiungere Portsmouth, ma Jenkings era fiducioso nella velocità e nella posizione della nave. Al calare dell'oscurità, però, fu costretto a riconoscere che il vascello avrebbe dovuto ancorare. Tutte le vele furono ritirate e lo Impregnable virò al vento con la prua rivolta a sud-est. L'ancora si staccò, ma solo un terzo del cavo la seguì prima che la nave colpisse il fondo del mare. L'ancora trascinava la nave e le condizioni meteorologiche avverse impedivano qualsiasi tentativo di stabilizzare la nave con un'ancora galleggiante. Anche il timone venne presto perso, e il capitano Faulknor ordinò che la nave fosse alleggerita tagliando via gli alberi. La nave entrò in acque meno profonde e fu sparato un colpo di cannone per chiamare soccorso. La tempesta fece sì che nessuna nave presente presso il cantiere navale potesse cercare di venire in soccorso. All'alba del giorno successivo l'equipaggio scoprì che il vascello aveva percorso un miglio e mezzo sulle secche e ora giaceva in una distesa di fango vicino all'ingresso del porto di Langstone con la prua verso nord-nord-est, e il vascello imbarcava acqua. Il giorno seguente si scoprì che il cavo dell'ancora era finito sotto lo scafo. Faulknor stabilì che la nave non poteva essere salvata in alcun modo, e una piccola flottiglia di navi provenienti dai cantieri navali di Langstone e Spithead prese il mare per dare assistenza.
Domenica furono rimossi i cannoni, i proiettili e la polvere da sparo, insieme a barili d'acqua, provviste e quant'altro necessario per alleggerire il carico della nave. Lunedì mattina, tuttavia, le pompe di sentina non riuscivano più a tenere il passo con il volume dell'acqua che entrava nello scafo e presto nella nave si riversò altra acqua di mare. Tutto l'equipaggio fu portato via e i maestri d'ascia iniziarono a smontare la nave. I maestri d'ascia non furono gli unici però a spogliare lo Impregnable, provocando un avvertimento ufficiale da parte della Royal Navy, stampato sullo Hampshire Telegraph. Il 6 novembre 1799 l'Ammiragliato vendette la nave ad un mercante di Portsmouth, A. Lindenegren, che la spogliò ciò che restava. Annunci sui giornali per la vendita regolare di parti del relitto apparvero fino al maggio 1800, quando tutti i resti accessibili del vascello erano stati recuperati. Una corte marziale tenutasi il 30 ottobre 1799 decise di rimuovere dal servizio l'ufficiale di navigazione Jenkins.
Quasi 200 anni dopo essere scivolato sotto le onde il relitto fu riscoperto nel 1981 da una spedizione guidata da Rex Cowan e Richard Larn, che coinvolse i subacquei locali John Broomhead e Arthur Mack. La spedizione scoprì i resti dello Impregnable utilizzando un magnetometro. Più tardi, negli anni Ottanta del XX secolo, il sito fu riscoperto dal 308 Sub Aqua Association Club, che recuperò un piccolo numero di oggetti. La nave si trova nella baia di Hayling ad una profondità generale di 6-7 metri.

### Fonti
1. 1 2 3  Lavery 2003, p. 179.
2. 1 2 3 4 5 6 7  Tree Decks.
3. 1 2  Winfield 2007, p. 170.
4. ↑  Winfield 2007, pp. 170-171.
5. ↑  Winfield 2007, p. 171.
6. 1 2 3 4 5 6 7 8 9 10 11 12 13 14 15 16 17 18 19 20  Maritimearchaeologytrust.
7. 1 2 3  Gossett 1986, pp. 23-24.
8. 1 2  Gossett 1997, p. 81.
9. ↑  Wessex Archaelogy.